# Mac Cécht (guerrero)
Mac Cécht (Idioma irlandés medio: Mac Céacht) es el patronímico o apodo ("hijo del poder") que reciben algunos de los campeones guerreros de Connacht en el Ciclo Ulster de la literatura irlandesa antigua. Ambos personajes pueden ser idénticos o haberse fusionado en algún momento, aunque la conexión no explicita en ninguna parte y se les atribuyen diferentes padres en las narraciones.

## Mac Cécht mac Snáide Techid (Togail Bruidne Dá Derga)
Mac Cécht es mencionado por vez primera en Togail Bruidne Dá Derga("La destrucción del refugio de Da Derga") como guardaespaldas del Rey Supremo Conaire Mor junto con el héroe del Ulster Conall Cernach. En este cuento se dice que es hijo de Snaide Teichet. Tras resolver una disputa en Munster,el rey regresa a Tara a través de Leinster y se ve obligado a violar sus gessi o tabúes y, en consecuencia, queda maldito. Cuando se hospeda en la casa de Dá Derga, un alberguero de Leinster (briugu), es acosado por sus hermanos adoptivos (bisnietos de Donn Deasa) y un exiliado británico llamado Ingcél, que se han convertido en piratas y han caído en desgracia ante el rey. Mientras Conaire y su gente festejan en el refugio, son atacados por ellos. Conaire, Mac Cécht y Conall luchan prodigiosamente y matan a gran parte de los atacantes en el cuerpo a cuerpo, derrotándolos, pero Conaire muere a causa de sus heridas y Mac Cécht muere también a causa de sus heridas a los tres días. El interpolador +H de la versión del Lebor na hUidre ofrece un final alternativo en el que Mac Cécht entierra a Conaire y regresa a su propio país, Connacht. Ninguna otra versión asocia a Mac Cécht con Connacht, lo que posiblemente signifique que el interpolador tenía la intención de conectarlo con el Mac Cécht del siguiente relato.
El papel de Mac Cécht en el cuento se recuerda en un dindsenchas en prosa sobre Ráith Cnámrossa, en el que el nombre de su padre se da como Slaite Seched de Connacht. Se le presenta como el padre adoptivo de Lé Fer Flaith, hijo de Conaire, a quien trató de poner a salvo cuando se incendió el refugio de Dá Derga. Sin embargo, el niño, que se mantuvo en el hueco de su escudo, murió de  muerte triple en Corra Ednecha, después de haber sido descuartizado, quemado y ahogado por la fuerza, el calor y el sudor de Mac Cécht mientras el guerrero intentaba rescatar al rey. Mac Cécht enterró los huesos restantes, cnám-fhros "lluvia de huesos", en un lugar que luego se llamó Cnámross. Luego, el texto ofrece dos explicaciones alternativas para el nombre del lugar.

## Monodar hijo de Conrach Cas, llamado 'Mac Cécht' (Cath Bóinde)
En el cuento irlandés medio tardío Cath Bóinde ("La batalla del Boyne"), también Ferchuitred Medba ("La concesión del marido de Medb"), Mac Cécht es el apodo de Monodar, hijo de Conrach Cas, un guerrero que supuestamente vivió en Connacht, Irlanda, alrededor del siglo I. Él y su hermano Tindi mataron a Fidig mac Feicc de los Gamanraige del norte de Connacht a causa de sus relaciones con Medb, hija de Eochu Feidlech, rey supremo de Irlanda. Se informa que Eochu desterró a Tindi a causa del asesinato "a los desiertos de Connacht".
Monodar aparece más tarde exiliado en Ulster y, por algún motivo, no mantiene buenas relaciones con Tindi, ya que se dice que Monodar dio muerte a Tindi en combate singular durante la batalla del Boyne después de que se aliase con Eochu Feidlech para atacar Ulster junto con hombres de Munster y Sraibgend MacNiuil, el abuelo del futuro esposo de Medb, Ailill mac Mata . Por este hecho, Monodar recibe el sobrenombre de "Mac Cécht", explicado como mac écht 'hijo de la matanza'. Parece haberse convertido en uno de los campeones de Conchobar mac Nessa .
La derivación etimológica se recuerda en el tratado irlandés medio tardío Cóir Anmann ("La idoneidad de los nombres"), artículo 158:
Maccecht .i. mac dorighne écht n-annsom .i. domharbh sé a dhearbhbhrathair feisin a comhracc .i. Tinne mac Connrach. Rí Connacht tra Tinne intansin & domharbh Monodhar mac Conrach é. Conid iarsin n-echt sin doríne Monodhar tucadh Feria 'Maccecht'. Conodhur proprium nomen eius.
“Maccecht, es decir, un hijo (macc  que cometió el más cruel homicidio (écht), pues mató en combate a su propio hermano, incluso a Tinne hijo de Connra. Ahora bien, Tinne era en ese momento rey de Connaught, y Monodar, hijo de Connra, lo mató, después de lo cual por ese homicidio que Monodar había perpetrado (el nombre) se le dio de Macc-echt . Conodar era su nombre propio".
Un Conadar mac Cécht hace también breves apariciones como jefe y campeón del séquito de Medb en los cuentos del Ciclo del Úlster del manuscrito Glenmasan (siglo XV).